# Arne Astrup
Arne Vernon Astrup (født 1. august 1955) er en dansk overlæge, forsker, forfatter og professor, som fra 1990 til 2020 var leder af Institut for Idræt og Ernæring ved Det Natur- og Biovidenskabelige Fakultet på Københavns Universitet (før universitetsfusionen i 2007 under navnet Institut for Human Ernæring ved Den Kgl. Veterinær- og Landbohøjskole). Instituttet blev i efteråret 2018 af det internationalt anerkendte Shanghai Ranking rangeret som værende verdens førende forskningsmiljø inden for sit område.
Astrup afsluttede i 1981 sine medicinstudier ved Københavns Universitet. I 1986 modtog han den medicinske doktorgrad (dr.med.) på sin disputats om stofskifte og forbrænding i mennesker. Efterfølgende fortsatte han sin uddannelse som speciallæge i Intern Medicin. Han var ved den afsluttende del af speciallægeuddannelsen, da han i 1990 blev leder på Den Kgl. Veterinær- og Landbohøjskole.
Arne Astrup er kendt som både forsker, formidler og forfatter. Han har offentliggjort mere end 900 videnskabelige artikler og blev i 2018 internationalt anerkendt som en af verdens mest citerede forskere. I 1999 blev han kåret til Ridder af Dannebrogordenen 1999, og Ridder af 1. grad af Dannebrogordenen i 2012.
Siden 1. juli 2020 har Arne Astrup påtaget sig rollen som Senior Vice President, Obesity and Nutritional Sciences, hos Novo Nordisk Fonden.

## Karriere og anerkendelser
Arne Astrup har opnået adskillige anerkendelser på nationalt og internationalt plan siden 1990'erne. Han er bl.a. kendt for at være en af de mest citerede forskere i verden. Hans virke i grænselandet mellem industri og den akademiske verden, har endvidere resulteret i adskillige kontroverser som har gjort hans navn offentligt kendt i den bredere danske befolkning.

### Anerkendelser
- Offentlig opmærksomhed: I 1990'erne opnåede Arne Astrup offentlig opmærksomhed grundet hans nye metoder til at måle appetit og energiindtag.
- Formand for Statens Ernæringsråd: Fra 1993 til 2001 var han formand for Statens Ernæringsråd (erstattet af Motions- og Ernæringsrådet i 2005[7]) og bidrog til forbuddet mod industrielt fremstillet transfedt i Danmark i 2004[2].
- Akademisk aktiv i 30 år: I løbet af en akademisk karriere på 30 år har Arne Astrup primært fokuseret på forskning i appetitregulering, behandling af fedme, type 2-diabetes, og hjerte-kar-sygdomme, samt andre tilstande hvor ernæring og fysisk aktivitet er væsentlige[1].
- GLP-1 som mæthedshormon: I 1996 identificerede han sammen med Jens Juul Holst GLP-1 som et mæthedshormon, hvilket førte til et patent, der hjalp Novo Nordisk A/S med at udvikle GLP-1 analoger for svær overvægt[2].
- World Obesity Federation: Astrup var præsident for World Obesity Federation i fire år (tidligere The International Association for the Study of Obesity (IASO))[8][9].
- OPUS Centret: Direktør for OPUS-Centret ("Ny Nordisk Hverdagsmad") støttet af Nordea-fonden med 100 mio. kr (2009-2014)[10].
- Obesity Reviews: Arne Astrup var stiftende chefredaktør for det engelske tidsskrift, Obesity Reviews (fra 1999-2010)[11][9].
- Americal Journal of Clinical Nutrition: Fra 2010 redaktør af American Journal of Clinical Nutrition[9].
- Shanghai Rankings: Under hans ledelse blev Institut for Idræt og Ernæring på Københavns Universitet anerkendt som verdens førende i idrætsforskning af Shanghai Ranking i 2018[1][12].
- 900+ videnskabelige artikler: Han har offentliggjort mere end 900 videnskabelige artikler, som er blevet peer-reviewed, og over 1000 andre akademiske tekster, herunder abstracts, kapitler i lærebøger og videnskabelige breve.[1]
- Blandt verdens mest citerede: Arne Astrup er internationalt anerkendt som en af verdens mest citerede forskere[4][1][2][13].
- Ridder af Dannebrog: Ridder af Dannebrogordenen 1999, og Ridder af 1. grad af Dannebrogordenen 2012[5].

## Arne Astrups forskning
Arne Astrup har en baggrund inden for ernæringsforskning, hvor han har arbejdet med både eksperimentel fysiologisk og biokemisk forskning samt kliniske behandlingsforsøg med forsøgspersoner og patienter. Hans videnskabelige arbejde har bidraget til forståelsen af menneskets appetitregulering og energiomsætning, hvilket har haft betydning for indsigter i fedtvævsaflejringer og legemsvægt.

## GLP-1 som mæthedshormon hos mennesker
I samarbejde med professor Jens Juul Holst opdagede han, at GLP-1 fungerer som et mæthedshormon hos mennesker. Denne opdagelse har spillet en central rolle i udviklingen af GLP-1-lægemidler til behandling af svær overvægt, hvilket har medvirket til succesen for Novo Nordisk A/S og deres lægemiddel Wegovy.
Arne Astrup har publiceret talrige videnskabelige artikler i anerkendte internationale tidsskrifter. I 2018 blev han optaget på Web of Science-listen over verdens mest citerede forskere.
Gennem sin karriere har Astrup også været en engageret vejleder for 42 ph.d.-studerende og har bidraget til forskningen gennem et tværfagligt perspektiv siden sin studietid.

### Aktivitet
På trods af at han i årtier har været institutleder og derfor ikke forventes at være aktivt forskende, så har han alligevel gennem sin karriere udgivet mere end 900 videnskabelige publikationer, samt en række videnskabelige og populærvidenskabelige bøger. Det har gjort, at han i 2010 af det amerikanske ISIS Reuters blev placeret som nummer 5  på den internationale rangliste over verdens mest produktive forskere inden for overvægt og fedme. Samtidig er han flittig skribent for førende medicinske tidsskrifter som blandt andre American Journal of Clinical Nutrition, The Lancet, British Medical Journal, New England Journal of Medicine og Nature. Fagligt er han toneangivende, hvorfor han i 2018 også kom med i Clarivates eksklusive liste over de mest citerede forskere i verden. En liste som kun 32 andre forskere på Københavns Universitet er med på. Han har desuden skrevet klummer og brevkasser i blandt andet Ekstra Bladet, 24 Timer og Ude og Hjemme. Han har modtaget adskillige æresbevisninger for sin forskning og blev udnævnt til Ridder af Dannebrog i 1991 og Ridder af Dannebrogsordenens 1. grad i 2012.
Arne Astrup har gennem sit virke som leder af Institut for Human Ernæring (og siden 2012 Institut for Idræt og Ernæring) haft markant indflydelse på udviklingen af ernæringsområdet, herunder været initiativtager til at etablere kandidatuddannelserne i Human Ernæring, samt Klinisk Ernæring på Den Kgl. Veterinær- og Landbohøjskole (siden 2007 en del af Københavns Universitet).
Arne Astrup står bag EU-kostprojektet "Diogenes" , støttet af EUs rammeprogram med 15 mio. euro, som viste, at en kost med mere protein og færre kulhydrater kunne fremme vægtkontrollen hos overvægtige personer efter et vægttab. Sammen med cand.scient. i human ernæring Christian Bitz har han formidlet principperne fra Diogenes i bogen "Verdens Bedste Kur", som har solgt over 100.000 eksemplarer, og er oversat til 4 sprog..

## Kritik og kontroverser
Astrup er en figur, som har både anerkendelse og kontroverser knyttet til sig. En af de mest omtalte sager er "Sukker Sagen" fra slutningen af 1980'erne og begyndelsen af 1990'erne. Astrup udfordrede den gængse opfattelse af, at sukker er fedende, og skrev artikler i et magasin udgivet af sukkerindustrien, hvor han hævdede, at sukker ikke kunne omdannes til fedt og ikke forårsagede overvægt. Dette førte til betydelig mediebevågenhed og en kampagne fra sukkerindustrien baseret på Astrups synspunkter. Kampagnen blev anmeldt til politiet af de danske fødevaremyndigheder for at vildlede offentligheden, men sagen blev henlagt i 1995 på grund af uenighed blandt ernæringsforskere om sukkerets virkning.
I 2003 blev Astrup anklaget for at have forsinket offentliggørelsen af en undersøgelse, der viste, at sukkerholdige læskedrikke førte til vægtøgning sammenlignet med kunstigt sødede drikke. Astrup afviste anklagerne og trak sig som formand for Ernæringsrådet, hvilket han tilskrev sin nye rolle som præsident for den internationale fedmeforskningsorganisation IASO. Udvalget vedrørende Videnskabelig Uredelighed frikendte ham senere for bevidst at have forsinket offentliggørelsen af undersøgelsen.

### Frikendt i Sukker-sagen
Tilsvarende afviste det statslige Ernæringsråd og universitetets ledelse, hvor Arne Astrup var ansat, anklagerne mod ham. Sagen fik også fødevaremyndighederne til at melde sukkerindustrien til politiet, da de mente, at en kampagne inspireret af Arne Astrups opfattelse af sukker vildledte befolkningen. Sagen blev dog henlagt af statsadvokaten med henvisning til den fortsatte uenighed blandt ernæringsforskere om sukkers virkning. Efter sukkersagens afslutning har Arne Astrup i øvrigt ændret sin vurdering af sukkerets ernæringsmæssige betydning. De senere år har han således ved adskillige lejligheder fremhævet, at især sukker i drikkevarer er fedende. 
For nogle synes Arne Astrup dermed at være blevet renset, mens andre har fastholdt kritikken af ham og mener, at han udtalte sig som han gjorde på grund af private økonomiske interesser.
Man kunne på Arne Astrups personprofil på Københavns Universitets hjemmeside se en liste over bijobs og økonomiske interesser.

### En person der delte vandene
I offentligheden har Arne Astrup igennem årene været kontroversiel, og som offentlig person deler han vandene. Nogle ser positivt på Arne Astrup og vægter hans videnskabelige meritter og folkelige gennemslagskraft med at oversætte kompleks videnskab til let forståelige budskaber. Andre var kritiske og oplevede ham som utroværdig blandt andet med den begrundelse, at han samarbejdede tæt med industrien, og at hans videnskabeligt funderede budskaber flere gange har været i så fin overensstemmelse med interesserne hos dem der finansierede hans forskning, at han kunne købes til at mene hvad som helst.
Herunder etik-professor Peter Sandøe, en kollega og kritiker, som har kritiseret Astrup for hans håndtering af interessekonflikter. Peter Sandøe, har opsummeret det således: "Nogle reagerer mod ham [Arne Astrup; red.] fordi de ser ham som magtfuldkommen og dominerende; andre ser det som noget utroligt flot at han formår at opbygge et stort og internationalt anerkendt forskningsmiljø og samtidig trænge igennem med sine budskaber i offentligheden." 
Ironisk nok måtte Peter Sandøe senere selv trække sig tilbage fra sine akademiske poster, da det blev afsløret, at han havde modtaget penge fra svineindustrien uden at deklarere det. Dette understreger de udfordringer, forskere står overfor i forhold til interessekonflikter og gennemsigtighed i forskningen.

### Farvel til Københavns Universitet
Arne Astrup blev 1. juli 2020 ansat som Senior Vice President, og leder af afdelingen Obesity and Nutritional Sciences i Novo Nordisk Fonden, hvor han blandt andet har været ansvarlig for at lede etableringen af "Center for Sundt liv og Trivsel", der skal forebygge overvægt og dårlig trivsel hos børn. Arne Astrup sidder med i fondens Executive Leadership Team.

## Priser og hædersbevisninger
Arne Astrup har modtaget en række danske og udenlandske priser gennem sin karriere, bl.a.:
| Årstal | Hæderspris |
| 2024   | George Bray Outstanding Scientific Achievements Award in Obesity Research Lecture: The Discovery of GLP-1 as a Satiety Hormone and Implications for Management of Obesity |
| 2014   | IASO Willendorf Award |
| 2012   | Danish Communication Association KomPris´12 to the OPUS Research Centre                                                                                                   |
| 2012   | Finnish Association of Internal Medicine Esko Nikkilä Prize |
| 2012   | American Society for Nutrition Robert H. Herman Award |
| 2010   | Innovationsprisen Københavns Universitet |
| 2010   | Nutrition & Santé Weight Management Award (Frankrig) |
| 2010   | Innovationsprisen Københavns Universitet |
| 2010   | Nutrition & Santé Weight Management Award (Frankrig) |
| 2009   | International Association of Business Communicators’ EME Excel Merit Award for Communication Leadership                                                                   |
| 2007   | Kommunikationsprisen Københavns Universitet |
| 2002   | Danone Chair in Nutrition 2002 at The University of Antwerp |
| 1995   | Mölnlycke Livskvalitetsprisen |
| 1994   | IASO Andrew Mayer Award |
| 1990   | Dansk Fedmeforsknings Pris |
| 1990   | Servier’s Award for Outstanding Obesity Research |

## Forfatterskab
Arne Astrup har udgivet adskillige bøger sammen med andre forfattere såsom Claus Meyer, Christian Bitz og Mads Fiil Hjorth m.fl.
| Udgivelsesår | Titel                                                          | Forfattere                                                |
| 2018         | Type C - Spis dig slank efter Blodsukkerkuren                  | Arne Astrup, Christian Bitz, og Mads Fiil Hjorth          |
| 2017         | Spis dig slank efter dit blodsukker                            | Arne Astrup og Christian Bitz                             |
| 2017         | Type A - spis dig slank efter dit blodsukker                   | Christian Bitz, Arne Astrup og Mads Fiil Hjorth           |
| 2017         | Type B - spis dig slank efter dit blodsukker                   | Christian Bitz, Arne Astrup og Mads Fiil Hjorth           |
| 2017         | Type A - spis dig slank efter dit blodsukker                   | Christian Bitz, Arne Astrup og Mads Fiil Hjorth           |
| 2017         | The Nordic Way                                                 | Jennie Brand-Miller, Arne Astrup, Christian Bitz          |
| 2016         | Til Øllet                                                      | Arne Astrup og Erik Skovenborg                            |
| 2015         | Rigtig Mad                                                     | Arne Astrup, Thilde Jo Maarbjerg, og Thomas Rode Andersen |
| 2014         | Verdens sundeste mor og barn                                   | Arne Astrup og Christian Bitz                             |
| 2012         | Verdens Bedste Kur                                             | Arne Astrup og Christian Bitz                             |
| 2012         | Verdens bedste kur vol. 2.0                                    | Arne Astrup og Christian Bitz                             |
| 2007         | Spis Igennem                                                   | Arne Astrup og Claus Meyer                                |
| 2004         | 100 spørgsmål til professoren - og 100 svar. Slankeguiden 2004 | Arne Astrup                                               |